# Masego
Micah Davis (nacido el 8 de junio de 1993), conocido profesionalmente como Masego, es un músico y cantante jamaicano-estadounidense que incorpora en numerosas ocasiones el saxofón a sus composiciones musicales. Masego publicó dos EPs en 2016, The Pink Polo con Medasin, y Loose Thoughts. Ganó gran reconocimiento con su disco en colaboración con FKJ llamado "Tadow" en 2017. En 2018, lanzó su álbum debut Lady Lady.

## Edad temprana
Micah Davis nació a partir de un matrimonio de padre jamaicano y madre afroamericana. Su padre formaba parte de las Fuerzas Aéreas de los Estados Unidos, mientras que su madre era una empresaria. Ambos eran pastores, por lo que fue criado en un hogar cristiano. Los continuos viajes militares hicieron que su familia se mudara a Newport News, Virginia, ciudad en la que pasaría su adolescencia. Creció escuchando góspel, soul, y jazz. A una edad temprana, los tambores se convirtieron en el primer instrumento que aprendió a tocar de manera autodidacta. Micah también aprendió a tocar el piano, la guitarra, el bajo, el saxofón y la caja de ritmos. En la escuela secundaria, Davis adoptó el nombre Masego, que le fue concedido por su iglesia. Davis asistió a la Universidad de Old Dominion en Norfolk, Virginia, antes de irse para centrarse únicamente en su carrera musical.

## Carrera musical

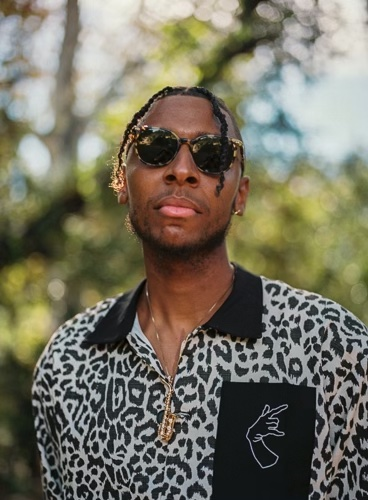
En L.A.

### Inicios
Masego comenzó cantando en el coro de su Iglesia local, al igual que otros muchos artistas. Componía y producía sus propias canciones, las cuales grababa y publicaba en páginas como SoundCloud. Algunas de ellas son Hey Mami, Rain Dance, Wild Mind o Hood Safari. Mientras encontraba y perfeccionaba su estilo se dedicó a practicar con diversos géneros y pistas de artistas a los que admiraba. 

### Años como artista reconocido
Más adelante, en abril de 2016, lanza el EP The Pink Polo, el cual contiene ocho temas, incluyendo el sencillo de Girls That Dance y las colaboraciones Love Be Like con Medasin y Sego Hotline junto a KRS-One.
A mediados de ese mismo año, debutó con el álbum Loose Thoughts, con temas como You Gon’ Learn Some Jazz Today, Wifeable (Demo 3) en colaboración con Xavier Omär o I Do Everything (More For Cruisin’). En junio de 2017 lanzó Navajo, éxito que interpretó previamente en abril de ese mismo año en COLORS, un show de música que invita a artistas de todo el mundo para que interpreten sus últimas creaciones.
Poco tiempo después publicó los primeros sencillos de su segundo álbum Lady Lady (2018), el primero de ellos fue Tadow, canción en la que colabora con el artista francés FKJ. En el videoclip se ve a los dos artistas tocando en vivo sus instrumentos. Tras ser publicado la canción se convirtió en tendencia en poco tiempo y supera ya los 433 millones de visualizaciones (en enero de 2023). Este éxito fue superado por el sencillo Lady Lady, publicado dos meses antes del lanzamiento del álbum completo.
Lady Lady finalmente vio la luz en septiembre de 2018, y estuvo formado por catorce canciones, incluyendo los sencillos anteriormente mencionados.
Durante los últimos siete años, Masego ha conseguido consolidarse en la escena R&B, al introducir nuevos sonidos y estilos de otros géneros como el  house y el  trap. Actualmente es considerado uno de los artistas más relevantes del género fusión Trap House Jazz, que es promovido en su música.

## Discografía

### Álbumes de estudio
| Título    | Detalles del álbum                                                                                     |
| --------- | --- |
| Lady Lady | - Lanzamiento: 7 de septiembre de 2018 - Discográfica: EQT Recordings, LLC - Formato: Digital/descarga |

### Reproducciones extendidas (extended plays)
| Título                         | Detalles del álbum                                                                               |
| ------------------------------ | ------------------------------------------------------------------------------------------------ |
| The Pink Polo EP (con Medasin) | - Lanzamiento: 5 de abril de 2016 - Discográfica: TrapHouseJazz - Formato: Digital/descarga      |
| Loose Thoughts                 | - Lanzamiento: 27 de julio de 2016 - Discográfica: TrapHouseJazz - Formato: Digital/descarga     |
| Studying Abroad                | - Lanzamiento: 13 de noviembre de 2020 - Discográfica: TrapHouseJazz - Formato: Digital/descarga |

### Apariciones como invitado
| Título            | Año  | Otros artistas          | Detalles del álbum             |
| ----------------- | ---- | ----------------------- | ------------------------------ |
| "Late Night"      | 2015 | GoldLink                | And After That, We Didn't Talk |
| "Ooh Nah Nah"     | 2017 | SiR                     | HER TOO                        |
| "Touch the Floor" | 2018 | VanJess                 | Silk Canvas                    |
| "Good Girl"       | 2018 | Tiffany Gouché          | —                              |
| "One Life"        | 2019 | The Game, J. Stone      | Born 2 Rap                     |
| "Need It"         | 2019 | Kaytranada              | Bubba                          |
| "Sleigh"          | 2019 | Smino, Monte Booker     | High 4 Da Highladays           |
| "Amy"             | 2019 | Yuna                    | Rouge                          |
| "Hate The Club"   | 2020 | Kehlani                 | It Was Good Until It Wasn't    |
| "Slow Down"       | 2020 | Ro James                | Mantic                         |
| "Stickin'"        | 2020 | Sinéad Harnett, VanJess | —                              |

## Producción discográfica

### Año 2016
Masego & Medasin – EP: The Pink Polo
- 08. "Love Be Like (Medasin Remix)"

Masego – Loose Thoughts
- All tracks

### Año 2018
VanJess – Silk Canvas
- 03. "Touch the Floor"

Masego – Lady Lady
- All tracks

### Año 2019
Ari Lennox – Shea Butter Baby